# Enric Fontana Codina
Enric Fontana Codina (Reus, Baix Camp, 17 d'octubre de 1921) – Madrid (1989) va ser un advocat, polític i empresari català. Va ser designat ministre de Comerç durant el franquisme.

## Biografia
Nascut a Reus el 17 d'octubre de 1921 en una família de la burgesia reusenca, el seu pare era el comerciant Enric Fontana Grau, d'ideologia dretana i fundador de la C.E.D.A. a Reus el 1935. Els Fontana, posseïen un mas senyorial a Reus, construït per l'arquitecte reusenc Pere Caselles, a la Riera de Miró i enderrocat l'any 1975, just a la zona on després es va construir el conjunt conegut com a Bellpark. Gràcies a influències polítiques van bastir una gran empresa d'oli, coneguda com la Fontoil.

## Guerra Civil
Membre d'Acció Catòlica, als quinze anys es va allistar voluntari en el Terç de Requetès de Guipúscoa i, més tard en el Terç de Nostra Senyora de Montserrat.

## Trajectòria durant el franquisme[2]
En acabar la guerra es va establir a Barcelona, on va realitzar els seus estudis de batxillerat i iniciar estudis de Dret. Es llicenciarà en Dret a la Universitat de Barcelona. Era company de promoció de Laureà López Rodó que va ser una persona decisiva en la seva carrera política.
Acabada la carrera es va traslladar a Madrid on va dirigir l'empresa familiar FONTOIL, dedicada a l'exportació d'olis. Tota la dècada dels 50 va seguir en els negocis familiars.
En la dècada següent (1960-1969) entrarà en política. El 1962 va ser nomenat director tècnic de consum de la Comissaria General d'Abastaments i Transports, i es vinculà a la Comissaria del Pla de Desenvolupament que dirigia el seu amic i company de carrera Laureà López Rodó. Va participar en les comissions i ponències que aquesta comissaria organitzava i va presidir la Comissió d'Indústria i Alimentació dependent del Pla. El 1967 serà Procurador en Corts espanyoles pel terç familiar de la província de Tarragona, i va ser nomenat Conseller del Regne.
En la remodelació ministerial produïda arran de l'escàndol «Matesa», i recomanat per López Rodó va ser nomenat ministre de Comerç pel general Franco el 29 octubre 1969. Es va mantenir en el càrrec fins a l'11 de juny de 1973. Com a ministre va aconseguir l'any 1970 la signatura d'un acord preferencial amb la Comunitat Econòmica Europea, que sense assegurar l'admissió d'Espanya com membre de ple dret a la CEE, que sols s'assolí durant la democràcia, si que beneficià l'economia de l'Estat espanyol degut a la reducció de les barreres aranzelàries que gravaven el fluix de productes. Va cessar el 1973 en constituir-se el primer govern presidit per l'almirall Luis Carrero Blanco.

## L'etapa democràtica[6]
Un cop arribada la democràcia va abandonar la política i es va dedicar l'empresa privada i a càrrecs empresarials institucionals. Serà vocal de la Cambra de Comerç de Reus, membre de la delegació espanyola al Consell Oleícola Internacional, conseller del Banc d'Espanya i membre del Consell del Banc de Crèdit Agrícola. Va morir a Madrid el 26 de juny de 1989. Estava en possessió de diverses condecoracions, la Gran Creu de Carles III, la Creu del Mèrit Militar, la Gran Creu d'Alfons X el Savi, i d'altres, com ara la Gran Creu de Sant Jordi de Grècia.